# Кристофер Тили
Кристофер „Крис” Тили (енгл. Christopher Tilley; 11. септембар 1955 – 10. март 2024) био је британски археолог познат по својим доприносима Постпроцесној археолошкој теорији. Крис Тили је тренутно професор антропологије и археологије на Лондонском универзитетском колеџу.

## Живот и каријера
Тили је докторирао антропологију и археологију на Универзитету у Кембриџу, где је био ученик Иана Ходера. Почетком 1980-их, Ходер и његови студенти на Кембриџу су први развили постпроцесуализам, приступ археологији наглашавајући важност интерпретације и субјективности, под јаким утицајем неомарксистичке Франкфуртске школе. Тили и његов рани сарадник Данијел Милер били су међу најснажнијим релативистима постпроцесуалних археолога првог таласа, и били су посебно критични према ономе што је видео као негативне политичке импликације позитивистичке процесне археологије.
Крајем 1980-их и 1990-их, Тили се удаљио од структуралистичког приступа који је следио Ходер и, заједно са Мајклом Шенксом и Питером Учком, заступао је позицију снажног релативизма. За Шенкса и Тилија, академска тумачења археолошких записа немају више легитимитета од било које друге, а тврдње о супротном сматрају елитистичким покушајима да контролишу прошлост,  тврдећи да „не постоји начин избора између алтернативних прошлости осим на суштински политичким основама“. 
У свом раду из 1989. објављеном у академском часопису Antiquity, Тили је отворено критиковао циљеве спасилачких ископавања, тврдећи да је једноставно дизајнирано да прикупи "све више и више информација о прошлости", од којих ће већина остати необјављена и без користи било археолозима или јавности. Како је рекао, "Број информација које прикупљамо о прошлости може се постепено повећавати - наше разумевање не."  Уместо тога, он је тврдио да би археолошка заједница у западним земљама требало да престане са својим сталним гомилањем нових података из спасилачких ископавања и уместо тога да се усредсреди на производњу интерпретативних оквира помоћу којих ће их тумачити, као и на објављивање заосталих података насталих деценијама ископавања. 
Тили је заслужан за увођење феноменологије у археологију својим делом Феноменологија пејзажа (A Phenomenology of Landscape) из 1994. године. Феноменологија у археологији подразумева 'интуитивно' проучавање материјалних ствари, посебно пејзажа, у смислу њиховог значења за људе у прошлости, и била је утицајна и у Британији и у Сједињеним Државама. Крајем 1990-их, Тили је радио са Барбаром Бендер и Сју Хамилтон на истраживању пејзажа из бронзаног доба Лескерника на Бодмин Муру, са бројним студентима УЦЛ.  

## Одабране публикације
- Тили, Кристофер (1990). Reading Material Culture: Structuralism, Hermeneutics and Post-Structuralism (Култура лектире: структурализам, херменеутика и постструктурализам). Оксфорд: Basil Blackwell.
- Тили, Кристофер (1991). Material Culture and Text: The Art of Ambiguity (Материјална култура и текст: уметност двосмислености). Лондон. Routledge.
- Тили, Кристофер (1997). A Phenomenology of Landscape: Places, Paths and Monuments. Оксфорд: Berg.
- Бендер, Барбара; Хамилтон, Су; Тили, Кристофер (1997). Leskernick: Stone worlds, alternative narratives, nested landscapes (Лескерник: Камени светови, алтернативни наративи, угнежђени пејзажи). Proceedings of the Prehistoric Society 63 (Зборник Праисторијског друштва 63): 147-178.
- Бендер, Барбара; Хамилтон, Су; Тили, Кристофер. (1999). Bronze Age stone worlds of Bodmin Moor: excavating Leskernick (Камени светови из бронзаног доба Бодмин Мура: ископавање Лескерника). Archaeology International 3: 13–17.
- Buchli (Ed.), Victor; Тили, Кристофер (2002). The Material Culture Reader. Оксфорд: Berg.
- Бендер, Барбара; Хамилтон, Су; Тили, Кристофер (2003). Art and re-presentation of the past (Уметност и ре-презентација прошлости). Journal of the Royal Anthropological Institute (Часопис Краљевског антрополошког института) 6(1): 35-62.
- Тили, Кристофер (2004). The Materiality of Stone: Explorations in Landscape Phenomenology. Оксфорд: Berg.
- Бендер, Барбара; Хамилтон, Су; Тили, Кристофер (2007). Stone Worlds: Narrative and Reflexivity in Landscape Archaeology. Walnut Creek CA: Left Coast Press.
- Тили, Кристофер; Keane, Webb; Küchler, Susanne; Rowlands, Mike; Spyer, Patricia (2013). Handbook of material culture. Лондон: SAGE.
- Тили, Кристофер; Cameron-Daum, Kate (2017). [An Anthropology of Landscape]. Лондон]: UCL Press. Available as an open access download from UCL Press.